# Тыжа
Тыжа (болг. Тъжа) — село в Болгарии. Находится в Старозагорской области, входит в общину Павел-Баня. Население составляет 1 525 человек.

## Политическая ситуация
В местном кметстве Тыжа, в состав которого входит Тыжа, должность кмета (старосты) исполняет Стефан Христов Чернев (независимый) по результатам выборов правления кметства.
Кмет (мэр) общины Павел-Баня — Станимир Христов Радевски (инициативный комитет) по результатам выборов в правление общины.